# Teatro romano de Apamea
El teatro romano de Apamea es un teatro romano de la antigua Apamea, en el noroeste de Siria. Originalmente un teatro helenístico, la estructura monumental fue uno de los teatros más grandes del mundo romano.

## Información general
El teatro, junto con el Éfeso, es uno de los mayores teatros que se conservan del mundo romano, con una cávea de 139 metros de diámetro y un aforo estimado de más de 25 000 espectadores. El único teatro conocido considerablemente mayor era el Teatro de Pompeyo en Roma, con un diámetro de cávea de aproximadamente 156,8 metros.
Sin embargo, gran parte de la estructura del teatro está en ruinas debido a derrumbes arquitectónicos y a la explotación de canteras en épocas posteriores, y hasta la fecha sólo se ha descubierto una octava parte. Situado en el extremo occidental del decumano, el teatro monumental se construyó en una colina escarpada con vistas al valle del río Orontes. La cávea prima del teatro estaba organizada en 10 cunei, con asientos de 0,41 metros de altura y 0,81 metros de profundidad.
Una de las principales características del teatro es su pila de agua y el elaborado sistema romano de tuberías utilizado en ella. El sistema de terracota, recientemente excavado, se encuentra a lo largo de la entrada de tierra oriental y está bien conservado.

## Historia
El teatro fue originalmente un teatro helenístico de principios de la época seléucida. El teatro helenístico se encuentra probablemente bajo las estructuras romanas de la ima cavea, la media cávea y la orquesta. El teatro se amplió y remodeló a principios de la época romana, durante los mandatos de Julio César o el período imperial de Augusto o Tiberio. El escenario principal del teatro se remodeló y sus entradas se reorganizaron de un modo más típicamente romano. El terremoto de Antioquía de 115 causó graves daños a la estructura. Poco después se reconstruyó bajo el patrocinio de Trajano y Adriano. El teatro se amplió en la primera mitad del siglo III.
Bajo el imperio bizantino, se reestructuró la cuenca de desagüe del teatro y se construyó un qanat en medio del escenario inferior. A finales del periodo bizantino, el teatro dejó de funcionar como centro de representaciones teatrales. Sin embargo, el teatro y su qanat siguieron desempeñando un papel importante como recurso hídrico durante los periodos bizantino e islámico.

## Excavación
El yacimiento sufrió graves daños debido a la explotación de canteras durante las épocas ayubí, mameluca y otomana. La primera exploración arqueológica del yacimiento tuvo lugar a principios de la década de 1930 por parte de una misión estadounidense. Entre 1931 y 1939, el yacimiento fue excavado por un equipo arqueológico belga de la Universidad de Bruselas. El equipo intentó limpiar varias partes del yacimiento de restos arquitectónicos. Sin embargo, todas las notas de campo inéditas y los artefactos de la expedición se perdieron cuando la universidad fue bombardeada durante la Segunda Guerra Mundial. La exploración del yacimiento no se reanudó hasta finales de la década de 1960. La misión belga la abandonó en 1971 debido a lo costoso y difícil que resultaba despejar el gran teatro.
En 2007, un equipo conjunto sirio-estadounidense, de la Dirección General de Antigüedades y Museos de Siria y de la Universidad Brigham Young, reanudó la exploración arqueológica del yacimiento con vistas a restaurar y reconstruir el antiguo teatro. Los resultados preliminares del equipo se publicaron por primera vez en 2010.